# Mnesibulus striatipes
Mnesibulus striatipes är en insektsart som beskrevs av Lucien Chopard 1969. Mnesibulus striatipes ingår i släktet Mnesibulus och familjen syrsor. Inga underarter finns listade i Catalogue of Life.